# آنخل اولیوا
آنخل اولیوا (انگلیسی: Ángel Oliva؛ زادهٔ ۸ اوت ۱۹۶۱) بازیکن فوتبال اهل اسپانیا است.